# مخبأة في الغابة (فلم 2012)
مخبأة في الغابة (بالإسبانية: En las afueras de la ciudad) هو فيلم جريمة أُنتج في اسبانيا وصدر عام 2012 من إخراج باتريسيو فالاداريس وكتابة أندريا كافاليتو. إنه يضم مجموعة مختلطة من الممثلين غير المعروفين نسبيًا والكوميديين التشيليين المعروفين بما في ذلك سيبوني لو، وكارولينا إسكوبار، ودانييل أنتيفيلو.
صدر طبعة جديدة للفيلم باللغة الإنجليزية تحمل الاسم نفسه، من إخراج باتريسيو فالاداريس عام 2014.

## القصة
تعيش آنا وآني، جنبًا إلى جنب مع شقيقهما / ابنهما المشوه، في ريف جنوب تشيلي، بعد أن كان والدهما تاجر المخدرات يحميهما من المجتمع طوال حياتهما. في أحد الأيام، جاءت الشرطة للاتصال للتحقيق، وبعد إطلاق الرصاص وتسريع المناشير وجد الأشقاء الثلاثة أنفسهم بمفردهم وعلى الطريق. الثلاثي أيضًا هارب من رئيس تجارة المخدرات المجنون لوالدهم العم كوستيلو، الذي كان مقتنعًا بأن الأخوات يعرفن أين يتم إخفاء إمداداته القيمة. يرسل جيشًا من القتلة المدربين لتعقبهم لكن كوستيلو وعصابته يجدون أنهم قد يكونون في مكان أكثر مما ساوموا عليه. وسط عالم من الإعدامات الدموية والبغاء على جانب الطريق والاعتداء الجنسي وحتى أكل لحوم البشر لا تزال الجثث تتراكم.

## ممثلون
- لو سيبوني في دور آنا
- كارولينا اسكوبار بدور آني
- دانيال أنتيفيلو بدور الأب
- سيرج فرانسوا سوتو في دور العم كوستيلو
- ريناتو موستر في دور إستيبان
- دومينغو جوزمان بدور سيكاريو 1
- دانيال كانديا في دور سيكاريو 2
- «كوينتريجو» بدور سيكاريو 3
- خوسيه هيرنانديز في دور مانويل
- نيكول بيريز في دور الشرطة

## روابط خارجية
- مخبأة في الغابة على موقع IMDb (الإنجليزية)
- مخبأة في الغابة على موقع روتن توميتوز (الإنجليزية)
- مخبأة في الغابة على موقع أول موفي (الإنجليزية)
- مخبأة في الغابة على موقع فيلمافينيتي (الإسبانية)
- مخبأة في الغابة على موقع قاعدة بيانات الفيلم (الإنجليزية)
- مخبأة في الغابة على موقع ليتربوكسد (الإنجليزية)
- مخبأة في الغابة على موقع كينوبويسك (الروسية)